# Invasão em massa de ursos polares russos em 2019
Em fevereiro de 2019, o arquipélago russo de Novaya Zembla no Oceano Ártico experimentou uma invasão em massa de ursos polares.
Dezenas de ursos-polares foram vistos tentando entrar em casas, prédios cívicos e áreas habitadas. As autoridades do Oblast de Arcangel declararam estado de emergência em 16 de fevereiro de 2019.
De acordo com a agência de notícias local, pelo menos 52 ursos entraram na área próxima a Belushya Guba, o principal assentamento da ilha. Filmagens mostravam os ursos polares procurando comida no lixo em um lixão local. Os ursos polares não podem subsistir com uma dieta à base de lixo por causa da falta de proteína e gordura suficientes.
O administrador local Alexander Minayev disse que pelo menos entre 6 e 10 ursos entraram no território do assentamento. As pessoas estavam com medo e não queriam sair de casa, então suas rotinas diárias planejadas foram interrompidas. "Os pais têm medo de deixar os filhos irem à escola ou ao jardim de infância", disse Minayev. Ele também disse que "Eles literalmente perseguiram pessoas na região".
Zhigansha Musin, o chefe da administração local disse: "Nunca houve tantos ursos polares nesta área desde 1983".
Caçar ursos polares e atirar neles é proibido por lei na Rússia. Além disso, patrulhas de veículos e cães não tiveram sucesso em dissuadí-los.
Uma equipe de especialistas foi enviada para a região do Ártico para remover os ursos polares que chegaram à área habitada e seus arredores.

## Efeitos da mudança climática
O World Wide Fund for Nature da Rússia disse "Hoje, os ursos polares estão entrando em áreas humanas com mais frequência do que no passado e as mudanças climáticas são a razão. O aquecimento global está reduzindo o gelo marinho e este fenômeno força os ursos polares a virem para a terra a fim de encontrar novas fontes de alimento". Liz Greengrass, diretora da Fundação Born Free, de caridade britânica para a conservação dos animais, disse à CNN que as focas são o alimento mais popular para os ursos polares, mas o aquecimento global está reduzindo seu meio ambiente, então os ursos polares devem mudar seu regime alimentar.
De acordo com um estudo de 2013 na revista Nature, o aquecimento global está afetando cada vez mais o planeta mais do que no passado. Sugestões de modelos dizem que o gelo marinho do Ártico está diminuindo a uma taxa de 13% por década. Os cientistas acreditam que esta mudança climática é a principal razão para o comportamento agressivo dos ursos polares.

## Gestão de Atraentes Alimentares
Estudos recentes feitos pela Polar Bears International. indicam que os lixões são um dos principais atrativos para ursos famintos nas comunidades do Ártico. Soluções como o fechamento e monitoramento de lixões foram implementadas em áreas de maior risco para evitar a aproximação dos ursos. Essa ação visa reduzir a dependência dos animais de fontes de alimentos inadequadas, prevenindo a habituação dos ursos a áreas humanas e diminuindo os riscos de ataques.

## Resultado
As autoridades locais tomaram uma série de medidas de segurança, como caçar ursos problemáticos designados, proteger uma escola local com cercas e enviar militares aos seus postos em "veículos especiais."